# Kotlina Zakopiańska
Kotlina Zakopiańska – kotlina pomiędzy Tatrami a Pogórzem Gubałowskim, środkowa część Rowu Zakopiańskiego. Znajduje się na niej główna, centralna część miasta Zakopane, a jej dnem spływa rzeka  Zakopianka, która po połączeniu się z potokiem Poroniec tworzy Biały Dunajec.
Kotlina Zakopiańska zbudowana jest z trzech położonych na różnych wysokościach żwirowych pokryw naniesionych z Tatr przez trzy zlodowacenia. Jej dno jest nierówne. Ma niekorzystny klimat spowodowany przez silne wiatry halne i zimowe inwersje temperatur. Warunki dla rolnictwa były tutaj bardzo ciężkie z powodu krótkiego sezonu wegetacyjnego, surowego klimatu i jałowych gleb. Jednak bliskość wysokich gór, doskonałe warunki do uprawiania turystyki letniej i narciarstwa spowodowały, że znajdujące się na niej Zakopane przekształciło się w jeden z największych w Polsce ośrodków turystyczno-sportowo-rekreacyjnych. Lasy mieszane, które jeszcze w XIV wieku całkowicie pokrywały Kotlinę Zakopiańską, zostały w wyniku działalności ludzi zamienione na pola uprawne i pastwiska. Jeszcze przed II wojną światową lasy stanowiły ok. 40% powierzchni Zakopanego. W roku 2004 lasy stanowiły już tylko ok. 12%, łąki kośne 40%, reszta to tereny zabudowane.

## Bibliografia

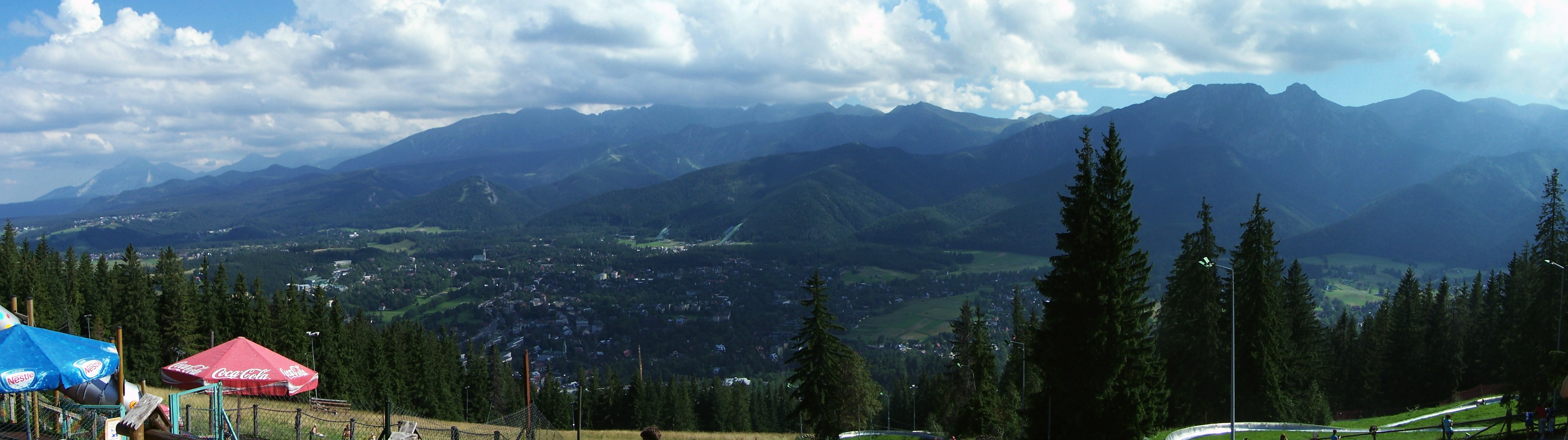
Kotlina Zakopiańska i Tatry. Widok z Gubałówki